# Mohammad Yousef Kargar
Mohammad Yousef Karger (persa: محمد یوسف کارگر) (11 de maig de 1962) va ser un dels esportistes més reeixits a l'Afganistan. La seva família es va establir en la primera estació d'esquí de l'Afganistan i es va convertir en campió nacional el 1978 a l'edat de 16 anys, va deixar d'esquiar a causa de la invasió soviètica de l'Afganistan. Durant els anys 1970 i 1980 va ser membre de l'equip nacional de futbol de l'Afganistan. Va entrenar a equips de joves afganesos després de convertir-se en l'entrenador de l'equip nacional de l'Afganistan el 2001 després del final del règim talibà.

## Trajectòria
| Club               | País       | Any          |
| ------------------ | ---------- | ------------ |
| Selecció nacional* | Afganistan | 2002 - 2008  |
| Selecció nacional  | Afganistan | des del 2008 |

*Auxiliar tècnic